# Lepidochrysops outeniqua
The Outeniqua Blue (Lepidochrysops outeniqua) là một loài bướm ngày thuộc họ Lycaenidae. Nó là loài đặc hữu của Nam Phi, nơi nó được tìm thấy ở fynbos on the Outeniqua range in the West Cape.
Sải cánh dài 32–36 mm đối với con đực and 34–38 mm đối với con cái. Con trưởng thành bay từ tháng 11 đến tháng 12. Có một lứa một năm.